# Sant Martin d'Aiguesa
Sant Martin d'Ardecha (en francès Saint-Martin-d'Ardèche) és un municipi francès situat al departament de l'Ardecha i a la regió d'Alvèrnia-Roine-Alps. L'any 2007 tenia 834 habitants.

## Demografia

### Població
El 2007 la població de fet de Saint-Martin-d'Ardèche era de 834 persones. Hi havia 359 famílies de les quals 109 eren unipersonals (47 homes vivint sols i 62 dones vivint soles), 121 parelles sense fills, 86 parelles amb fills i 43 famílies monoparentals amb fills.
La població ha evolucionat segons el següent gràfic:
Habitants censats

### Habitatges
El 2007 hi havia 668 habitatges, 369 eren l'habitatge principal de la família, 252 eren segones residències i 47 estaven desocupats. 594 eren cases i 65 eren apartaments. Dels 369 habitatges principals, 247 estaven ocupats pels seus propietaris, 105 estaven llogats i ocupats pels llogaters i 17 estaven cedits a títol gratuït; 4 tenien una cambra, 23 en tenien dues, 62 en tenien tres, 103 en tenien quatre i 176 en tenien cinc o més. 300 habitatges disposaven pel capbaix d'una plaça de pàrquing. A 179 habitatges hi havia un automòbil i a 172 n'hi havia dos o més.

### Piràmide de població
La piràmide de població per edats i sexe el 2009 era:
| Homes | Edats   | Dones |
| ----- | ------- | ----- |
| 0     | 95 o +  | 0     |
| 0     | 90 a 94 | 0     |
| 12    | 85 a 89 | 4     |
| 4     | 80 a 84 | 12    |
| 4     | 75 a 79 | 24    |
| 8     | 70 a 74 | 12    |
| 28    | 65 a 69 | 24    |
| 32    | 60 a 64 | 36    |
| 4     | 55 a 59 | 8     |
| 28    | 50 a 54 | 40    |
| 20    | 45 a 49 | 16    |
| 16    | 40 a 44 | 12    |
| 28    | 35 a 39 | 28    |
| 16    | 30 a 34 | 32    |
| 16    | 25 a 29 | 12    |
| 16    | 20 a 24 | 0     |
| 28    | 15 a 19 | 12    |
| 20    | 10 a 14 | 28    |
| 28    | 5 a 9   | 16    |
| 28    | 0 a 4   | 16    |

## Economia
El 2007 la població en edat de treballar era de 522 persones, 380 eren actives i 142 eren inactives. De les 380 persones actives 325 estaven ocupades (176 homes i 149 dones) i 54 estaven aturades (21 homes i 33 dones). De les 142 persones inactives 63 estaven jubilades, 38 estaven estudiant i 41 estaven classificades com a «altres inactius».

### Ingressos
El 2009 a Saint-Martin-d'Ardèche hi havia 377 unitats fiscals que integraven 867 persones, la mediana anual d'ingressos fiscals per persona era de 17.952 €.

### Activitats econòmiques
Dels 75 establiments que hi havia el 2007, 2 eren d'empreses alimentàries, 3 d'empreses de fabricació d'altres productes industrials, 9 d'empreses de construcció, 8 d'empreses de comerç i reparació d'automòbils, 1 d'una empresa de transport, 28 d'empreses d'hostatgeria i restauració, 1 d'una empresa financera, 5 d'empreses immobiliàries, 8 d'empreses de serveis, 4 d'entitats de l'administració pública i 6 d'empreses classificades com a «altres activitats de serveis».
Dels 27 establiments de servei als particulars que hi havia el 2009, 1 era un paleta, 2 guixaires pintors, 1 fusteria, 3 lampisteries, 1 electricista, 1 perruqueria, 17 restaurants i 1 agència immobiliària.
Dels 8 establiments comercials que hi havia el 2009, 3 eren botiges de menys de 120 m², 2 fleques, 1 una carnisseria, 1 una llibreria i 1 una botiga de material esportiu.
L'any 2000 a Saint-Martin-d'Ardèche hi havia 17 explotacions agrícoles que ocupaven un total de 276 hectàrees.

## Equipaments sanitaris i escolars
El 2009 hi havia una escola elemental.

## Poblacions més properes
El següent diagrama mostra les poblacions més properes.